# 八道沟镇 (尚义县)
八道沟镇，是中华人民共和国河北省张家口尚义县下辖的一个乡镇级行政单位。

## 行政区划
八道沟镇下辖以下地区：
八道沟村、东水村、阎房洼村、北石塄村、西塞村、南大井村、塞尔台村、宣窑洼村、惠家梁村、七甲山村、碾盘洼村、博岱花村、狐子窝村和老虎山村。